# Josef Theodor Rochlitz
Josef Theodor Rochlitz (1834 (???) – září 1908 Česká Kamenice) byl rakouský a český podnikatel a politik německé národnosti, v 2. polovině 19. století poslanec Českého zemského sněmu.

## Biografie
Profesí byl průmyslovým podnikatelem. Patřila mu slévárna železa a strojírna v České Kamenici. V 70. letech 19. století se zapojil i do zemské politiky. Ve volbách v roce 1878 byl zvolen na Český zemský sněm za kurii venkovských obcí (obvod Děčín – Benešov – Česká Kamenice). Uvádí se jako nezávislý německý kandidát, který porazil oficiálního kandidáta liberální, takzvané Ústavní strany.
Zemřel počátkem září 1908, ve věku 74 let.